# Saison 2007 de l'équipe cycliste AG2R Prévoyance
L'équipe cycliste AG2R Prévoyance participait en 2007 au ProTour.

## Préparation de la saison 2007

### Arrivées et départs
| Arrivées          | Équipe 2006                  |
| ----------------- | ---------------------------- |
| Martin Elmiger    | Phonak Hearing Systems       |
| René Mandri       | Auber 93                     |
| Rinaldo Nocentini | Acqua & Sapone-Caffè Mokambo |
| Nicolas Rousseau  | UC Châteauroux               |
| Blaise Sonnery    | Chambéry CF                  |

| Départs           | Équipe 2007       |
| ----------------- | ----------------- |
| Mikel Astarloza   | Euskaltel-Euskadi |
| Íñigo Chaurreau   | Retraite          |
| Francisco Mancebo | Relax-GAM         |
| Erki Pütsep       | Bouygues Telecom  |
| Mark Scanlon      | Toyota-United     |
| Tomas Vaitkus     | Discovery Channel |

## Effectif
| Effectif 2007                                  | Effectif 2007     | Effectif 2007 | Effectif 2007                         |
| Cycliste                                       | Date de naissance | Pays          | Équipe précédente                     |
| ---------------------------------------------- | ----------------- | ------------- | ------------------------------------- |
| José Luis Arrieta                              | 15 juin 1971      | Espagne       |                                       |
| Sylvain Calzati                                | 1 juillet 1979    | France        | RAGT Semences-MG Rover (2004)         |
| Philip Deignan                                 | 7 septembre 1983  | Irlande       | Vélo-Club La Pomme Marseille (2004)   |
| Cyril Dessel                                   | 29 novembre 1974  | France        | Phonak Hearing Systems (2004)         |
| Renaud Dion                                    | 6 janvier 1978    | France        | RAGT Semences (2005)                  |
| Samuel Dumoulin                                | 20 août 1980      | France        | Jean Delatour (2003)                  |
| Hubert Dupont                                  | 13 novembre 1980  | France        | RAGT Semences (2005)                  |
| Martin Elmiger                                 | 23 septembre 1978 | Suisse        | Phonak Hearing Systems (2006)         |
| John Gadret                                    | 22 avril 1979     | France        | Jartazi Revor (2005)                  |
| Simon Gerrans                                  | 16 mai 1980       | Australie     | UC Nantes Atlantique (2004)           |
| Stéphane Goubert                               | 13 mars 1970      | France        | Jean Delatour (2003)                  |
| Yuriy Krivtsov                                 | 7 février 1979    | Ukraine       | Jean Delatour (2003)                  |
| Julien Loubet                                  | 11 janvier 1985   | France        | GSC Blagnac (2004)                    |
| Rene Mandri                                    | 20 janvier 1984   | Estonie       | Auber 93 (2006)                       |
| Laurent Mangel                                 | 22 mai 1981       | France        | SCO Dijon (2004)                      |
| Lloyd Mondory                                  | 26 avril 1982     | France        |                                       |
| Christophe Moreau                              | 12 avril 1971     | France        | Crédit Agricole (2005)                |
| Carl Naibo                                     | 17 août 1982      | France        | Bretagne-Jean Floc'h (2005)           |
| David Navas                                    | 10 juin 1974      | Espagne       | Illes Balears-Caisse d'Épargne (2005) |
| Jean-Patrick Nazon                             | 18 janvier 1977   | France        | Jean Delatour (2003)                  |
| Rinaldo Nocentini                              | 25 septembre 1977 | Italie        | Acqua & Sapone - Caffè Mokambo (2006) |
| Stéphane Poulhiès                              | 26 juin 1985      | France        | Albi VS (2005)                        |
| Christophe Riblon                              | 17 janvier 1981   | France        | CC Nogent-sur-Oise (2004)             |
| Nicolas Rousseau                               | 16 mars 1983      | France        | AG2R Prévoyance (2006)                |
| Blaise Sonnery                                 | 21 mars 1985      | France        | Chambéry CF (2006)                    |
| Ludovic Turpin                                 | 22 mars 1975      | France        | Club Cycliste d'Étupes (1999)         |
| Aliaksandr Usau                                | 27 août 1977      | Biélorussie   | Phonak Hearing Systems (2004)         |
| Tanel Kangert (1 août–31 déc., stagiaire)      | 11 mars 1987      | Estonie       |                                       |
| Paul Moucheraud (1 août–31 déc., stagiaire)    | 14 septembre 1980 | France        | Chambéry CF (2006)                    |
| Jean-Charles Sénac (1 août–31 déc., stagiaire) | 23 mai 1985       | France        | Chambéry CF (2007)                    |
|                                                |                   |               |                                       |
| Source : ProCyclingStats                       |                   |               |                                       |

## Victoires
| Date       | Course                                             | Pays      | Classe | Vainqueur          |
| ---------- | -------------------------------------------------- | --------- | ------ | ------------------ |
| 21/01/2007 | Classement général du Tour Down Under              | Australie | 2.HC   | Martin Elmiger     |
| 16/02/2007 | 4e étape du Tour méditerranéen                     | France    | 2.1    | Rinaldo Nocentini  |
| 12/03/2007 | 1re étape de Paris-Nice                            | France    | PT     | Jean-Patrick Nazon |
| 07/04/2007 | Grand Prix Miguel Indurain                         | Espagne   | 1.HC   | Rinaldo Nocentini  |
| 23/05/2007 | 1re étape du Circuit de Lorraine                   | France    | 2.1    | Ludovic Turpin     |
| 02/06/2007 | Grand Prix de Plumelec-Morbihan                    | France    | 1.1    | Simon Gerrans      |
| 10/06/2007 | Grand Prix du canton d'Argovie                     | Suisse    | 1.HC   | John Gadret        |
| 12/06/2007 | 2e étape du Critérium du Dauphiné libéré           | France    | PT     | Christophe Moreau  |
| 14/06/2007 | 4e étape du Critérium du Dauphiné libéré           | France    | PT     | Christophe Moreau  |
| 17/06/2007 | Classement général du Critérium du Dauphiné libéré | France    | PT     | Christophe Moreau  |
| 21/06/2007 | 1re étape de la Route du Sud                       | France    | 2.1    | Jean-Patrick Nazon |
| 01/07/2007 | Championnat de France sur route                    | France    | CN     | Christophe Moreau  |
| 14/08/2007 | 3e étape du Tour de l'Ain                          | France    | 2.1    | John Gadret        |
| 15/08/2007 | Classement général du Tour de l'Ain                | France    | 2.1    | John Gadret        |
| 24/08/2007 | 4e étape du Tour du Limousin                       | France    | 2.1    | Alexandre Usov     |
| 21/09/2007 | Tour de la Somme                                   | France    | 1.1    | Christophe Riblon  |
| 23/09/2007 | Grand Prix d'Isbergues                             | France    | 1.1    | Martin Elmiger     |

## Classements UCI Pro Tour

### Individuel
| Rang | Coureur            | Points |
| ---- | ------------------ | ------ |
| 19   | Christophe Moreau  | 99     |
| 86   | John Gadret        | 20     |
| 88   | Rinaldo Nocentini  | 18     |
| 101  | Alexandre Usov     | 12     |
| 102  | Stéphane Goubert   | 12     |
| 167  | Laurent Mangel     | 5      |
| 170  | Hubert Dupont      | 4      |
| 184  | Martin Elmiger     | 3      |
| 199  | Jean-Patrick Nazon | 3      |
| 206  | Ludovic Turpin     | 2      |
| 229  | José Luis Arrieta  | 1      |
| 233  | Samuel Dumoulin    | 1      |
| 235  | Nicolas Rousseau   | 1      |
| 237  | Yuriy Krivtsov     | 1      |
| 239  | Cyril Dessel       | 1      |

### Équipe
L'équipe AG2R Prévoyance a terminé à la 4e place avec 324 points.